# ویسنته ازکورادو
ویسنته ازکورادو (انگلیسی: Vicente Esquerdo؛ زادهٔ ۲ ژانویهٔ ۱۹۹۹) بازیکن فوتبال اهل اسپانیا است.